# Seeds of Jealousy (film 1916)
Seeds of Jealousy è un cortometraggio muto del 1916 diretto da Frank E. Montgomery.

## Produzione
Il film fu prodotto dall'Universal Film Manufacturing Company (con il nome Big U).

## Distribuzione
Distribuito dall'Universal Film Manufacturing Company, il film - un cortometraggio di una bobina - uscì nelle sale cinematografiche USA il 7 dicembre 1916.